# ArCon
ArCon ist ein 2D-/3D-CAD-Programm für PCs und dient der Konstruktion, Visualisierung und Kostenschätzung von Bauvorhaben jeder Art.

## Allgemein
ArCon hat umfangreiche Funktionen, um Bauvorhaben zu planen und insbesondere dreidimensional zu präsentieren. Aus den 3D-Modellen lassen sich auch 2D-Planungen und Massenermittlungen generieren. Das Programm verfügt über verschiedene Schnittstellen zum Datenimport bzw. -export zu anderen CAD-Systemen. Die Programm-Versionen ArCon + (das "+" kennzeichnet die Profiversionen) laufen unter der zum Release-Zeitpunkt aktuellen Windows-Version und sind abwärtskompatibel.  
Nach der Insolvenz des Erstentwicklers mb Software AG im Jahr 2001 wird ArCon in zwei Produktlinien weiterentwickelt. Die Produktlinien werden mit ArCon Eleco und ArCon planTEK bezeichnet. Zudem werden unter dem Namen ArCon diverse „Bauherrenversionen“ verkauft, diese haben gegenüber den professionellen Versionen einen stark eingeschränkten Funktionsumfang. Abhängig von der Version des jeweiligen Rechteinhabers wird eventuell ein Dongle als Kopierschutzsystem benutzt. Die Versionen von ArCon planTEK laufen generell ohne Kopierschutzsystem.
ArCon verbirgt sich auch hinter vielen Haus- und Garten-Planungs-Programmen wie z. B. RTL 3D Software – Einsatz in 4 Wänden etc.
Durch den Verkauf der Eleco Software GmbH an die österreichische FirstInVision Software GesmbH im Jahr 2023 tritt das Unternehmen nun unter dem neuen Namen ArCon Software GmbH auf. Im selben Jahr erschien mit ArCon BIM auch die erste BIM-fähige Software unter dem Namen ArCon.